# سالیان (داغستان)
سالیان (به لاتین: Salyan) یک منطقهٔ مسکونی در روسیه است که در داغستان واقع شده‌است.